# دایناسور ۱۳
دایناسور ۱۳ (انگلیسی: Dinosaur 13) فیلمی آمریکایی در سبک مستند است که در سال ۲۰۱۴ منتشر شد.

## موضوع مستند
روایتگر بزرگترین کشف استخوانهای یک دایناسور می‌باشد که دردسرهایی برای کاشف خود به همراه داشت. اهمیت این کشف به دلیل سالم بودن ۸۰ درصد استخوان‌های این دایناسور به نام تیرکسو ابعاد این استخوان‌ها بود که بزرگترین نمونه کشف شده در طول تاریخ باستان‌شناسی می‌باشد ولی این باستان‌شناس برای حفظ و معرفی این کشف بزرگ، دچار دردسرهای بسیار بزرگی شد.